# 邓仕俊
邓仕俊（1918年—1993年10月28日），中国人民解放军将领、中国人民解放军开国少将。
曾任中国人民解放军第六十军副军长兼参谋长。1955年，授予中国人民解放军少将。